# Mweru Lacus
Il Mweru Lacus è una struttura geologica della superficie di Titano.